# Calicnemia rectangulata
Calicnemia rectangulata – gatunek ważki z rodziny pióronogowatych (Platycnemididae).